# 파워 윈도우

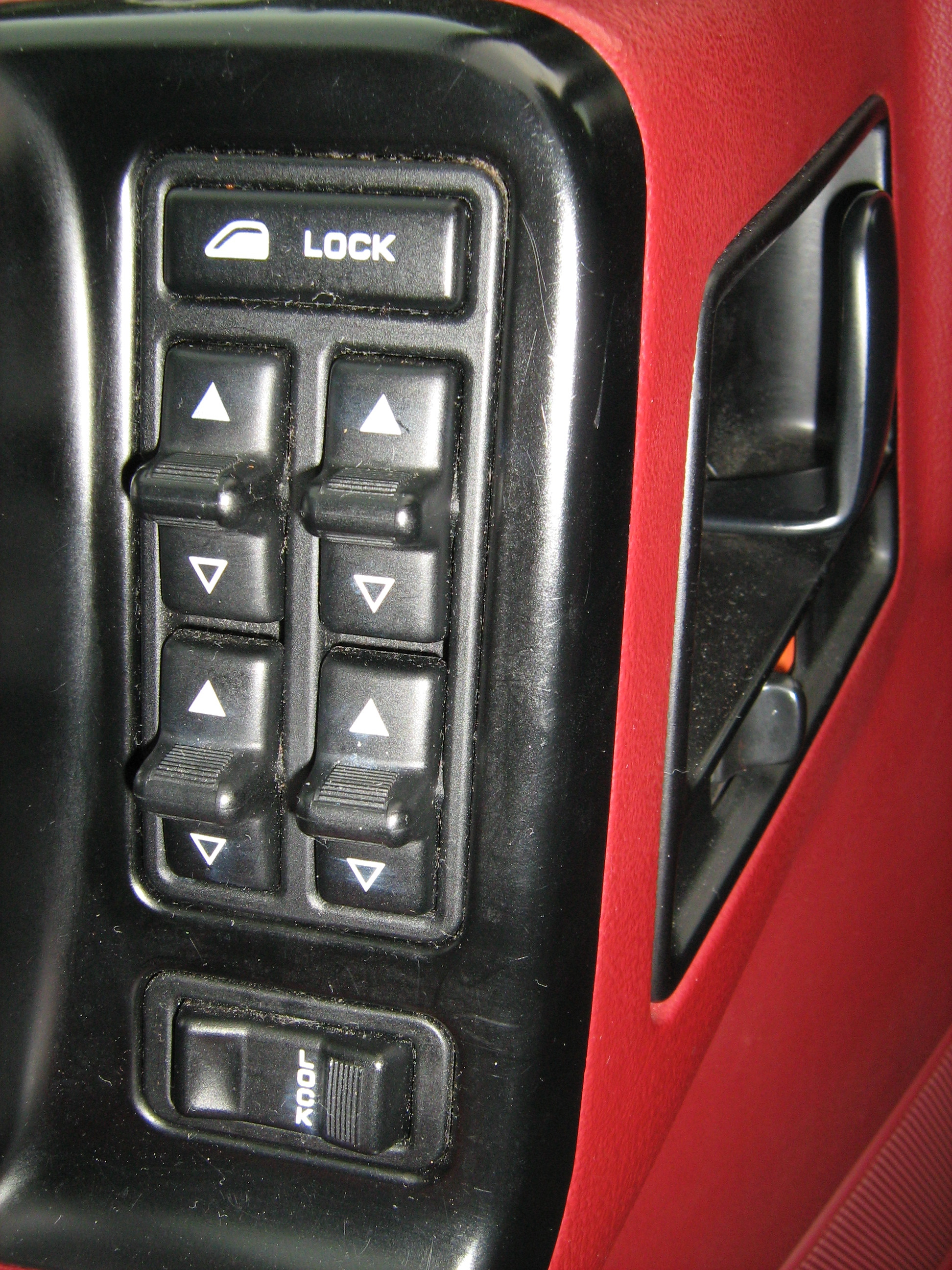
지프 그랜드 체로키의 파워 윈도우 버튼

파워 윈도우(영어: Power window)는 크랭크 핸들을 사용하는 대신 버튼이나 스위치를 눌러 올리거나 내릴 수 있는 자동차의 창문이다.

## 역사
패커드(Packard)는 1940년 가을에 새로운 1941년형 패커드 180 시리즈 자동차에 유압식 윈도우 리프트(파워 윈도우)를 도입했다. 이것은 수력 발전 시스템이었다. 1941년에는 포드 자동차가 링컨 커스텀(리무진과 7인승 세단만 해당)에 최초의 파워 윈도우를 출시했다. 캐딜락은 시리즈 75에 직선형 전기 칸막이 창(측면 창은 아님)을 가졌다.
파워 어시스트는 인간의 노력이 아닌 다른 수단으로 컨버터블 바디 스타일 탑을 위아래로 움직이려는 필요성과 욕구에서 비롯되었다. 최초의 동력 보조 장치는 진공 작동식으로 크라이슬러 차량, 특히 1930년대 후반의 저가형 플리머스 컨버터블에 제공되었다.
제2차 세계 대전 직전에 제너럴 모터스(GM)는 컨버터블 탑 작업을 위한 중앙 유압 펌프를 개발했다. 이 시스템은 GM이 제작한 1942년 컨버터블에 도입되었다. 이전에 GM은 점점 더 크고 복잡해지는(사이드 윈도우 4개 대 단 2개) 컨버터블 탑 메커니즘을 처리할 수 있는 성능이 없는 진공 시스템을 사용했다.
뷰익 사업부의 수석 엔지니어인 찰스 A. 체인은 "...1946년형 뷰익 컨버터블에 전기 제어식 유압 시스템을 도입하여 상단, 도어 윈도우 및 앞좌석 조정을 손끝으로 조작할 수 있었다"라고 말했다. 이 시스템은 제2차 세계 대전을 준비하면서 군사 무기에 적용된 주요 유압 발전을 기반으로 했다.
수력전기 시스템(창문, 앞좌석 조정 및 컨버터블 탑)은 1947년 모델에 표준이었다. 좌석 및 창문 보조 시스템은 GM 폐쇄형 자동차에서 사용할 수 있게 되었다(1948년부터 일반적으로 "플리트우드"라고 불리는 일부 캐딜락 시리즈 75 모델 및 모든 시리즈 60 스페셜스의 표준). 전체 시스템은 올즈모바일, 뷰익 및 캐딜락이 만든 고급 GM 컨버터블에만 표준이었다. 패키지로만 제공되었다. 즉, 전동 보조 창문, 앞좌석 및 컨버터블 탑(해당하는 경우)이다. 이 기능은 1951년 캐딜락 식스티 스페셜 세단, 모델 6019X와 같이 끝에 "X"가 있는 1948년 이후의 GM 모델 번호에서 식별할 수 있다. 전기로 작동되는 유압 펌프 시스템은 허드슨과 패커드가 1948년부터 1950년 모델까지 공유했다. 운전석 도어에는 나머지 개별 창문 외에 4개의 버튼이 포함되어 있다.
포드는 고급 컨버터블에도 유사한 전기 유압 시스템을 갖추고 있었다. 머큐리 및 포드 스포츠맨 컨버터블(목재 트림 포함)에는 1946년부터 1948년까지 4개의 창문에 파워 윈도우가 장착되었으며, 1951년에는 머큐리 및 링컨이 장착되었다. 이 시스템은 크라이슬러가 완전 전기식 컨버터블을 출시할 때까지 다른 고급 자동차 모델(임페리얼 및 패커드)에서 사용되었다. 1951 임페리얼 작전. 소형, 고토크 전기 모터의 사용으로 파워 윈도우의 가용성이 높아졌다. GM도 1954년에 완전 전기식 운전을 시작했다. 여기에는 1956년에 도입된 4방향 시트와 6방향 시트가 포함되었다. 쉐보레는 1954년 모델에 전동 전면 창(전용)이라는 특이한 기능을 도입했다. 포드는 또한 1954년에 세단에 완전한 4도어 파워 윈도우를 도입했다. 풀사이즈 1955년 내시 "에어플라이트"(Airflyte) 모델에는 옵션으로 제공되는 파워 윈도우가 있었다.
전기로 작동되는 통풍구는 1956년부터 컨티넨털 마크 II(Continental Mark II)에서 사용 가능했다. 1960년대 캐딜락 플리트우드에는 표준 파워 사이드 윈도우 외에도 파워 프론트 및 리어 벤트 윈도우가 기본으로 제공되어 운전석 도어 패널에 총 8개의 파워 윈도우 컨트롤이 있다.
현대의 대형 고속도로 트랙터에는 자동 창문 제어 옵션이 있는 경우가 많다. 그러나 이것은 일반적으로 "직선 공기"라고 불리는 것이다. 즉, 에어브레이크에 사용되는 압축공기 시스템을 윈도우에도 사용하는 것이다. 이러한 유형의 트럭은 오랫동안 시트 높이 조정을 위해 압축 공기 실린더를 사용해 왔다. 전기 유압식 시스템과 유사한 방식으로, 압축 공기는 단지 창 및 좌석을 낮추기 위해 방출된다. 그런 다음 압축 공기가 해당 실린더로 유입되어 창이나 좌석이 올라간다.
일반적인 자동차/경트럭 설치에서는 각 창문에 개별 스위치가 있고 운전석 도어 또는 프레임 기둥에 스위치 세트가 있어 운전자가 모든 창문을 조작할 수 있다. 이 스위치는 무거운 크롬판부터 저렴한 플라스틱까지 다양한 외관을 가졌다.
그러나 사브, 볼보, 마즈다 및 홀덴과 같은 일부 모델은 모든 탑승자가 접근할 수 있는 센터 콘솔에 있는 스위치를 사용했다. 이 경우 도어 장착 스위치를 생략할 수 있다. 이는 또한 좌측 및 우측 운전석 변형에 대해 별도의 도어 부품과 배선을 생산할 필요가 없도록 해준다.

## 안전
어린이의 목이 걸려 질식하는 치명적인 사고가 여러 건 발생한 후 파워 윈도우가 정밀 조사를 받게 되었다. 일부 디자인은 어린이가 창문 밖으로 머리를 내밀기 위해 올라가는 경우 실수로 작동될 수 있는 손 받침대 위치에 스위치를 배치한다. 이를 방지하기 위해 많은 차량에는 운전자가 제어하는 잠금 스위치가 장착되어 뒷좌석 승객(대개 작은 어린이)이 실수로 스위치를 작동하는 것을 방지한다. 이는 또한 어린이들이 그들과 함께 놀지 못하게 하고, 머리를 창문 밖으로 내민 애완동물이 전동 창문 스위치를 활성화하는 것을 방지한다.
파워 윈도우 잠금 스위치는 운전자가 승객(대개 어린이)이 창문을 사용하는 것을 방지할 수 있는 인기 있는 편의 장치이다. 많은 자동차에는 시동 장치에서 키를 뺀 후에도 잠시 동안 창문이 작동 상태를 유지하여 키를 다시 꽂지 않고도 조정할 수 있는 "예상 전원 켜기"라는 기능이 있다. 또한 일부 차량에서는 다음과 같은 기능을 제공한다. 리모컨을 사용하여 차량 외부에서 창문을 조작할 수 있는 옵션이다.
2008년 모델부터 미국 정부 규정에 따라 자동차 제조업체는 어린이 안전을 개선하기 위해 안전 장치를 설치해야 했다. 그러나 창문이 닫힐 때 누군가 고의로 스위치를 잡는 경우, 손, 손가락, 심지어 어린이의 머리에 대한 모든 잠재적인 부상을 방지하지 못한다. 2009년 미국 자동차 안전청은 모든 자동차에 문을 닫을 때 장애물이 감지되면 자동 후진 파워 윈도우를 장착하도록 요구하지 않기로 잠정 결정했다. 제안된 요구 사항은 자동("원터치 업") 윈도우 시스템에 관한 것이지만 이 기능을 갖춘 대부분의 차량에는 이미 자동 후진 기능이 있다. 연방 정부는 모든 자동차 제조업체가 2010년 10월 1일까지 모든 신차에 레버 스위치(로커 및 토글 스위치와 반대)를 표준으로 만들어야 한다는 서면 계약을 체결했다.